# Даніель Обайтек
Даніель Обайтек (пол. Daniel Obajtek; нар. 2 січня 1976, Мислениці) — польський політик, чиновник місцевого самоврядування, менеджер, у 2006—2015 роках війт гміни Пцим, у 2016—2017 роках — президент Агенції з реструктуризації та модернізації сільського господарства, у 2016—2018 роках — член наглядової ради Lotos Biopaliwa, у 2017—2018 роках — голова енергетичної групи Energa, з 2018 по 2024 рік — голова польського нафтового концерну Orlen.

## Життєпис
Даніель Обайтек походить з родини з консервативними поглядами. Його батько Ян був живописцем. Данієль навчався у ветеринарному технікумі в Новому Торгу, з якого його виключили, а потім у сільськогосподарському технікумі в Мисленицях, який закінчив у 1995 році. У 1995 році він почав працювати оператором хімічних машин у компанії «Електропласт» у селі Стружа, якою керували його вуйки Юзеф та Роман Лиси, з 2005 по 2006 був керівником фірми. У 2002—2006 роках — радний (депутат) гміни Пцим, у 2006—2015 роках — війтом гміни Пцим.
У 2014 році закінчив приватний університет охорони навколишнього середовища в Радомі за спеціальністю «охорона навколишнього середовища», у 2019 — програму Executive MBA, організовану Гданським фондом освіти менеджерів.
27 листопада 2015 року почав виконувати обов'язки президента Агенції з реструктуризації та модернізації сільського господарства, а 13 січня 2016 року обійняв посаду повноцінно. Однак проведене скорочення зайнятості призвело до того, що Агентство програло десятки судових процесів та було зобов'язане виплатити компенсації через порушення законодавства про працю.
У липні 2016 року призначений на посаду голови наглядової ради Lotos — Biopaliwa Sp. z o.o. Також одночасно був головою наглядової ради державної компанії Dalmor S.A. 2 березня 2017 року призначений президентом енергетичної групи Energa S.A.. 5 лютого 2018 року обійняв посаду голови правління PKN Orlen, замінивши Войцеха Ясіньського.
З 2018 року був головою Ради Олімпійського комітету Польщі. Того ж року він став членом програмної ради Економічного форуму в Криниці.

## Критика

### Кримінальне провадження
15 квітня 2013 року Обайтека заарештувало Центральне слідче бюро поліції (CBŚP) за звинуваченням, серед іншого, у прийнятті фінансової вигоди у розмірі 50 000 злотих. У вересні 2017 року розслідування припинили.

### «Плівки Обайтека»
Наприкінці лютого 2021 року «Gazeta Wyborcza» оприлюднила записи телефонних дзвінків Обайтека 2009 року, тобто з часу, коли він був війтом гміни Пцим. Стрічки містять зміст довгих телефонних розмов Обайтека з діловими партнерами, які свідчать, що він незаконно суміщав державну службу з керівництвом приватної компанії «TT Plast». Наступними днями «Gazeta Wyborcza» опублікувала статтю, яка представляла сімейні та соціальні зв'язки між Обайтеком та кількома людьми, у тому числі Зофією Парилою, яка у 2020 році стала президентом нафтової компанії «Grupa Lotos»; Обайтек і Парила працювали разом у компанії Електропласт у Стружах.
У записаних розмовах Обайтек використовував численні образи та нецензурні слова. Інформаційна програма TVP Wiadomości стверджувала, що він страждав на синдром Туретта. 27 лютого Польська асоціація синдрому Туретта опублікувала заяву для преси, у якій зазначила, що нецензурні висловлювання, які застосовують люди, постраждалі від копролалії, «по суті не пов'язані зі змістом їхніх [авторів програми] заяв» і що «нецензурні вислови, виголошені людьми, які не страждають копролалією, є симптомом відсутності особистої культури, а не синдромом Туретта».

## Нагороди
- Прометейська нагорода імені Леха Качинського (2019)[24];
- Почесна нагорода Литовської конфедерації бізнесу[25];
- Вектор — нагорода за «спрямування найбільшої польської паливної компанії на нові перспективні шляхи розвитку та підтримку вітчизняного бізнесу та польського спорту» (2019)[26];
- «Людина року» за версією тижневика «Sieci» (2020)[27];
- «Людина року» економічного форуму в Карпачі (2020)[28];
- «Людина року» за версією тижневика «Wprost» (2020)[29].